# Ohlsbach
Ohlsbach település Németországban, azon belül Baden-Württembergben. Lakosainak száma 3397 fő (2023. december 31.). Ohlsbach Offenburg és Ortenberg községekkel határos.

## Népesség
A település népessége az elmúlt években az alábbi módon változott:
| Lakosok száma | 1737 | 2002 | 2273 | 2288 | 2345 | 2618 | 2948 | 3203 | 3200 | 3397 |
|               | 1961 | 1967 | 1974 | 1980 | 1987 | 1993 | 2000 | 2006 | 2013 | 2023 |

## Közlekedés

### Vasút
A településen halad keresztül a Schwarzwaldbahn vasútvonal.